# سكرالوز
السكرالوز (بالإنجليزية: Sucralose)‏ هو مادة مُحلية صناعية غير غذائية مشتقة من السكروز، تأتي أهميته لأن الجسم لا يمكنه تكسيره لذلك فهو  خالي من السعرات الحرارية. في الاتحاد الأوروبي يُصنف تحت الرمز E ويُعرف بالرقم E955.
السكرلوز أكثر حلاوة بحوالي 320 إلى 1000 مرة  من السكروز، وأكثر بضعفين من السكارين، وثلاث مرات من الأسبرتام. 
السكرالوز مادة مستقرة تحت تأثير الحرارة وتحت تأثير مجموعة واسعة من ظروف الأس الهيدروجيني، وبالتالي فإنه يمكن استخدامه في إنتاج الخبز أو في المنتجات التي تتطلب عمر أطول. النجاح التجاري للمنتجات المركبة من السكرلوز ينبع من مقارنته مع المحليات منخفضة السعرات الحرارية من حيث الطعم والاستقرار والسلامة. يسوق السكرالوز تجارياً تحت عدة أسماء وأشهرها منتج سبلندا.

## التاريخ
اكتشف السكرالوز في عام 1976 من قبل علماء من شركة تيت آند لايل (Tate & Lyle PLC)، مع باحثين في كلية الملكة إليزابيث (وهي الآن جزء من كينجز كوليدج لندن).
نالت شركة تيت آند لايل براءة اختراع المادة في عام 1976، واعتباراً من عام 2008 فإن براءات الاختراع الوحيدة المتبقية تتعلق بعمليات تصنيع محددة.
تمت الموافقة على استخدام السكرالوز أولاً في كندا في عام 1991. والموافقات اللاحقة جاء في أستراليا في عام 1993، في نيوزيلندا في عام 1996، في الولايات المتحدة في عام 1998، والاتحاد الأوروبي في عام 2004. وبحلول عام 2008، كانت قد تمت الموافقة عليه في أكثر من 80 بلد حول العالم بما في ذلك المكسيك والبرازيل والصين والهند واليابان. وفي عام 2006، عدلت إدارة الغذاء والدواء الأمريكية لوائح الأطعمة لتشمل السكرالوز كمادة للتحلية غير الغذائية في الطعام. وفي مايو 2008، أطلقت فيوجن المغذيات المنتج النوعي للسوق، وذلك باستخدام تيت آند لايل براءات الاختراع.
في أبريل 2015 أعلنت شركة بيبسي كولا أنه سيتم الانتقال من الأسبرتام إلى السكرالوز لأكثر من مشروبات الحمية في الولايات المتحدة، وذلك لأن مبيعات بيبسي دايت انخفضت بنسبة أكثر من 5٪ في الولايات المتحدة. وتقول شركة بيبسي كولا بأن قرارها هو تجاري بالاستجابة لأذواق المستهلكين.

## الطبخ
السكرالوز هو محلي يتحمل درجات عالية من الحرارة ويبقى مستقراً، لذلك يتم استخدامه في العديد من الوصفات مع قليل أو بدون سكر. حيث يتوفر على شكل حبيبات التي تسمح لنفس حجم الاستبدال مع السكر. السكرلوز ليس مادة استرطابية، في المخبوزات يصبح وبشكلٍ ملحوظ جاف ويظهر نسيج أقل كثافة من تلك المصنوعة من السكروز. على عكس السكروز، الذي يذوب عندما يخبز في درجات حرارة عالية يحافظ السكرلوز على هيكلها الحبيبي عندما تتعرض للجفاف والحرارة العالية (على سبيل المثال، في 350 درجة فهرنهايت أو 180 درجة مئوية الفرن). وعلاوة على ذلك في حالته النقية يبدأ السكرلوز بالتحلل في 119 درجة مئوية أو 246 درجة فهرنهايت. وهكذا في بعض وصفات الخبز، مثل برولي كريم، والتي تتطلب رش السكر على الوجه.

## التأثير على الصحة
تم قبول السكرلوز من قبل العديد من الهيئات الوطنية والدولية التنظيمية المختصة بسلامة الأغذية، بما في ذلك إدارة الغذاء والدواء، تقرير / لجنة خبراء منظمة الصحة العالمية منظمة الأغذية والزراعة المشتركة للإضافات الغذائية، اللجنة العلمية للاتحاد الأوروبي على الغذاء، فرع حماية الصحة وزارة الصحة والرعاية الاجتماعية كندا، والمعايير الغذائية أستراليا ونيوزيلندا. وفقاً للجمعية الكندية للسكري. تم تحديد كمية السكرلوز التي يمكن أن تُستهلك دون أي آثار سلبية هي 9 ملغم / كغم من وزن الجسم / يوم.
"في تحديد سلامة السكرلوز، استعرضت إدارة الاغذية والعقاقير بيانات من أكثر من 110 دراسة في البشر والحيوانات. وقد أختصت العديد من الدراسات لتحديد الآثار السامة المحتملة، بما في ذلك المسببة للسرطان، التأثيرات التناسلية والتأثيرات العصبية ولم يتم العثور على مثل هذه الآثار، ويستند موافقة إدارة الاغذية والعقاقير على النتيجة التي مفادها أن السكرالوز آمن للاستهلاك البشري
مركز العلوم في المصلحة العامة خفض تصنيف السكرلوز من «آمن» إلى «الحذر» في يونيو 2013، نقلاً عن دراسة غير منشورة ربطت استهلاك السكرالوز مع خطر الإصابة بسرطان الدم في الفئران.